# Otto Zollinger
Pour les articles homonymes, voir Zollinger.
Otto Zollinger (6 mai 1886 à Fällanden - 22 avril 1970 à Zurich-Adliswil) est un architecte suisse, actif de 1924 à 1960.

## Biographie
Otto Zollinger naît le 6 mai 1886 à Fällanden, une commune suisse alémanique du canton de Zurich.
En 1903, il rentre en apprentissage dans le cabinet d'architecte Chiodera und Tschudy à Zurich.
En 1924, Zollinger ouvre son propre cabinet à Sarrebruck. À la fin des années 1920, ses créations se radicalisent, se rapprochant du courant "Neue Bauen" allemand.
En décembre 1944, il revient à Zurich, où il continue à travailler jusqu'en 1960.

## Réalisations architecturales

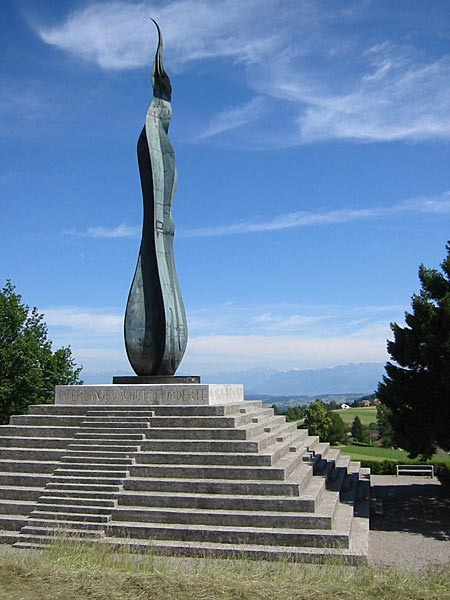
Forchdenkmal.

- 1909: Reconstruction des ruines du château de Hülchrath (de) (Rheinland)
- 1910: Villa Wreschner à Zurich
- 1912: Villa Faller à Zürich
- 1922: Forchdenkmal près de Forch, canton de Zürich
- 1924: Intérieur de la villa Herz à Sarrebruck
- 1928: Casino-Kursal "Lido" à Ascona
- 1929: Villa Streiff à Küsnacht
- 1929: Villa Gernsheimer à Sarrebruck Stadenviertel
- 1929: Strandbad Vevey-Corseaux
- 1928–1929: Brasserie Walsheim à Gersheim en Sarre
- 1930: Arbeiterwohlfahrt à Sarrebruck
- 1936: Villa Schock au Ban-Saint-Martin près de Metz.